# Michał Daniel Mordarski
Michał Daniel Mordarski (ur. 5 sierpnia 1975 w Bydgoszczy) – polski dziennikarz, bajkopisarz i bloger, znany głównie jako autor popularnych blogów oraz wydanych w formie książkowej bajek, objętych wspólnym tytułem "Bajki dla superdziecka".

## Publikacje książkowe
- Minutka z bajką (2006),
- Ratuj nas, Supernianiu, czyli maluch znów rządzi (2008),
- Bajki dla superdziecka, czyli wręcz niebywałe historie (2008),
- Nowe bajki dla superdziecka, czyli mucha nie siada (2009),
- Opowiadania dla superdziecka, czyli łoś Fąfel i przyjaciele (2010).

## Nagrody
- 2007 Nagroda czytelników w konkursie "Blog Roku 2007" w kategorii "Literackie" za Dziennik odjechanego pozytywisty,
- 2007 Nagroda czytelników w konkursie "Blog Roku 2007" w kategorii "Zabawne i zwariowane" za "Notatnik Superniani".